# Aiello Calabro
Aiello Calabro – miejscowość i gmina we Włoszech, w regionie Kalabria, w prowincji Cosenza. Według danych z 31 grudnia 2016 gminę zamieszkiwało 1691 osób.